# Detroit Automobile Manufacturing Company
Die Detroit Automobile Manufacturing Company war ein US-amerikanischer Automobilhersteller. Markennamen waren La Petite (bis 1905) und Paragon (nur 1906). Es besteht keine Verbindung zur Detroit Automobile Company von Henry Ford.

## J. P. La Vigne
Der Konstrukteur J. P. La Vigne hatte bereits 1898 einen dreirädrigen Automobil-Prototyp gebaut und stellte danach in jedem Jahr einen weiteren her. Damals ungewöhnlich war, dass seine Tochter Olive ihn dabei zunehmend technisch beriet. Nach dem La Petite und der Detroit Automobile Manufacturing Company gründete er 1907 die Griswold Motor Company und nach deren Scheitern respektive Verkauf baute er den La Vigne Cyclecar und den Traveler, einen soliden Mittelklassewagen. Keines seiner Projekte war letztlich erfolgreich, obwohl gerade dem La Vigne attestiert wird, dass er einer der besten Vertreter seiner Gattung war. J. P. La Vigne werden 224 Patente zugeschrieben.

## La Petite
1903 baute La Vigne sein erstes vierrädriges Fahrzeug, dem kurz darauf ein zweites folgte. Letzteres wurde unter dem Markennamen La Petite („Die Kleine“) an der Detroit Automobile Show von 1903 gezeigt. Das Fahrzeug hatte einen vorne untergebrachten, luftgekühlten Einzylinder-Zweitaktmotor von La Vignes Konstruktion mit 4–5 PS (3–3,7 kW) Leistung, ein Dreigang-Planetengetriebe und bereits Kardanantrieb. Es kostete nur US$ 375.- als zweisitziger Runabout und US$ 425.- als Lieferwagen.
Zur Herstellung und Vermarktung wurde eilends die Detroit Automobile Manufacturing Company mit Sitz an der Kreuzung Rivard und Mullet street in Detroit gegründet. Die Motoren wurden nach La Vignes Plänen bei einem lokalen Hersteller gefertigt. Mit deren Qualität war La Vigne offenbar unzufrieden und gab deswegen das ganze Projekt auf. Vom La Petite Model A wurden etwa 200 Exemplare gefertigt. Nach einer Quelle war La Petite noch 1906 lieferbar.
La Vigne verließ das Unternehmen recht überstürzt und wandte sich einem neuen Projekt zu, dem Griswold-Automobil, dessen Besonderheit ein speziell konstruierter Motor und dessen Anordnung im Fahrzeug war. Das Triebwerk war so gebaut, dass seine Kurbelwelle senkrecht im Fahrzeug stand und demzufolge die Schwungscheibe waagrecht lag. La Vigne war allerdings nicht der Erfinder dieses Prinzips, von dem man laufruhigere und vibrationsärmere Fahrzeuge erwartete. Das Konzept setzte sich allerdings nicht durch.

## Paragon
Die Detroit Automobile Manufacturing Company führte die Geschäfte ohne La Vigne weiter. La Petite Model A erhielt ein etwas längeres Fahrgestell und einen neuen Namen: Paragon. Nach kurzer Zeit erfolgte eine weitere Überarbeitung; das Fahrzeug wurde nun von einem Viertakt-Zweizylinder unbekannter Herkunft angetrieben. Er hatte ein quadratisches Verhältnis von Bohrung und Hub von je 3 Zoll (76,2 mm), einen Hubraum von 42,7 c.i. (695 cm³) und leistete 5 bhp (3,7 kW).
Ob neben dem Runabout auch wieder ein Lieferwagen gebaut wurde, ist unklar. Es zeigte sich, dass auch der Paragon keine Marktchancen hatte. Die Detroit Automobile Manufacturing Company schloss noch 1906 ihre Tore.> Die Anlage wurde an die Marvel Motor Car Company verkauft, die dort nur 1907 den Marvel, einen ähnlichen aber etwas größeren Runabout mit 14 bhp, baute.